# Anton Källberg
Anton Sten Anders Källberg (Sollentuna, 17 de agosto de 1997) é um mesa-tenista sueco.

## Carreira
Källberg já atuou em clubes de Borlänge e Söderhamn. Em 2014, começou a jogar pelo TTC Ruhrstadt Herne da segunda divisão da Alemanha, enquanto treinava pelo TTF Ochsenhausen da primeira divisão.
No Campeonato Europeu Juvenil de 2014, ele ganhou simples e duplas, bem como o bronze com a seleção sueca. Em julho de 2015, ele se tornou Campeão Europeu Juvenil de Singles em Bratislava. Em setembro do mesmo ano, ele entrou pela primeira vez no top 100 do ranking mundial, alcançando o 54º lugar no final do ano. No início da temporada 2015/16 ingressou no TTC Hagen e ao longo da temporada tornou-se um dos melhores jogadores do clube. No campeonato, ele terminou na nona colocação no final da temporada. Na temporada 2016/17, Källberg assinou contrato com o Borussia Düsseldorf, pelo qual alcançou um dos melhores resultados do campeonato. Em 2017, ele se tornou campeão sueco de simples.
Nos Jogos Olímpicos de Verão de 2024, em Paris, conquistou a medalha de prata na disputa de equipes masculinas, ao lado de Kristian Karlsson e Truls Möregårdh.